# Temporada 1993-94 de los Chicago Bulls
La temporada 1993-94 fue la vigesimoctava de los Chicago Bulls en la NBA. La temporada regular acabaron con 57 victorias y 25 derrotas, ocupando la tercera posición de la Conferencia Este, clasificándose para los playoffs, en los que cayeron en semifinales de conferencia ante los New York Knicks.
Esta fue la primera temporada sin el All-Star Michael Jordan desde la temporada 1983-84, ya que se retiró durante la temporada baja para seguir una carrera en el béisbol después del asesinato de su padre.

## Elecciones en elDraft
| Ronda | Puesto | Jugador      | Posición  | Nacionalidad   | Universidad/Club |
| ----- | ------ | ------------ | --------- | -------------- | ---------------- |
| 1     | 25     | Corie Blount | Ala-Pívot | Estados Unidos | Cincinnati       |
| 2     | 41     | Anthony Reed | Alero     | Estados Unidos | Tulane           |

## Temporada regular
| División Central      | División Central | División Central | División Central | División Central | División Central | División Central | División Central | División Central |
| Equipo                | G                | P                | %                | PD               | Casa             | Fuera            | Div              |                  |
| --------------------- | ---------------- | ---------------- | ---------------- | ---------------- | ---------------- | ---------------- | ---------------- | ---------------- |
| y-Atlanta Hawks       | 57               | 25               | .695             | –                | 36–5             | 21–20            | 21–7             |                  |
| x-Chicago Bulls       | 55               | 27               | .671             | 2                | 31–10            | 24–17            | 21–7             |                  |
| x-Indiana Pacers      | 47               | 35               | .573             | 10               | 29–12            | 18–23            | 15–13            |                  |
| x-Cleveland Cavaliers | 47               | 35               | .573             | 10               | 31–10            | 16–25            | 16–12            |                  |
| Charlotte Hornets     | 41               | 41               | .500             | 16               | 28–13            | 13–28            | 12–16            |                  |
| Detroit Pistons       | 20               | 62               | .244             | 37               | 10–31            | 10–31            | 4–24             |                  |
| Milwaukee Bucks       | 20               | 62               | .244             | 37               | 11–30            | 9–32             | 9–19             |                  |

## Playoffs

### Primera ronda
Chicago Bulls  vs. Cleveland Cavaliers
| Fecha       | Partido                                   | Ciudad    |
| ----------- | ----------------------------------------- | --------- |
| 29 de abril | Chicago Bulls 104, Cleveland Cavaliers 96 | Chicago   |
| 1 de mayo   | Chicago Bulls 105, Cleveland Cavaliers 96 | Chicago   |
| 3 de mayo   | Cleveland Cavaliers 90, Chicago Bulls 95  | Cleveland |
|             | Chicago Bulls gana las series 3-0         |           |

### Semifinales de Conferencia
New York Knicks vs. Chicago Bulls
| Fecha      | Partido                                | Ciudad     |
| ---------- | -------------------------------------- | ---------- |
| 8 de mayo  | New York Knicks 90, Chicago Bulls 86   | Nueva York |
| 11 de mayo | New York Knicks 96, Chicago Bulls 91   | Nueva York |
| 13 de mayo | Chicago Bulls 104, New York Knicks 102 | Chicago    |
| 15 de mayo | Chicago Bulls 95, New York Knicks 83   | Chicago    |
| 18 de mayo | New York Knicks 87, Chicago Bulls 86   | Nueva York |
| 20 de mayo | Chicago Bulls 93, New York Knicks 79   | Chicago    |
| 22 de mayo | New York Knicks 87, Chicago Bulls 77   | Nueva York |
|            | New York Knicks gana las series 4-3    |            |

## Estadísticas

### Temporada regular
| Rk | Jugador         | Edad | P  | PT | MP   | TC  | TCI  | %TC  | T3  | T3I | %T3  | TL  | TLI | %TL  | RO  | RD  | RT   | AS  | RB  | TAP | BP  | FP  | PTS  |
| -- | --------------- | ---- | -- | -- | ---- | --- | ---- | ---- | --- | --- | ---- | --- | --- | ---- | --- | --- | ---- | --- | --- | --- | --- | --- | ---- |
| 1  | Scottie Pippen  | 28   | 72 | 72 | 38.3 | 8.7 | 17.8 | .491 | 0.9 | 2.7 | .320 | 3.8 | 5.7 | .660 | 2.4 | 6.3 | 8.7  | 5.6 | 2.9 | 0.8 | 3.2 | 3.2 | 22.0 |
| 2  | Horace Grant    | 28   | 70 | 69 | 36.7 | 6.6 | 12.5 | .524 | 0.0 | 0.1 | .000 | 2.0 | 3.3 | .596 | 4.4 | 6.6 | 11.0 | 3.4 | 1.1 | 1.2 | 1.6 | 2.3 | 15.1 |
| 3  | B.J. Armstrong  | 26   | 82 | 82 | 33.8 | 5.8 | 12.3 | .476 | 0.7 | 1.6 | .444 | 2.4 | 2.8 | .855 | 0.3 | 1.7 | 2.1  | 3.9 | 1.0 | 0.1 | 1.6 | 1.8 | 14.8 |
| 4  | Steve Kerr      | 28   | 82 | 0  | 24.8 | 3.5 | 7.0  | .497 | 0.6 | 1.5 | .419 | 1.0 | 1.2 | .856 | 0.3 | 1.3 | 1.6  | 2.6 | 0.9 | 0.0 | 0.7 | 1.2 | 8.6  |
| 5  | Pete Myers      | 30   | 82 | 81 | 24.8 | 3.1 | 6.8  | .455 | 0.1 | 0.4 | .276 | 1.7 | 2.4 | .701 | 0.7 | 1.5 | 2.2  | 3.0 | 1.0 | 0.2 | 1.7 | 2.4 | 7.9  |
| 6  | Toni Kukoč      | 25   | 75 | 8  | 24.1 | 4.2 | 9.7  | .431 | 0.4 | 1.6 | .271 | 2.1 | 2.8 | .743 | 1.3 | 2.7 | 4.0  | 3.4 | 1.1 | 0.4 | 2.2 | 1.6 | 10.9 |
| 7  | Luc Longley     | 25   | 27 | 17 | 19.0 | 3.1 | 6.5  | .483 | 0.0 | 0.0 |      | 1.3 | 1.7 | .756 | 1.6 | 3.6 | 5.1  | 2.3 | 0.4 | 0.8 | 1.5 | 3.1 | 7.6  |
| 8  | Bill Cartwright | 36   | 42 | 41 | 18.6 | 2.3 | 4.5  | .513 | 0.0 | 0.0 |      | 0.9 | 1.4 | .684 | 1.0 | 2.6 | 3.6  | 1.4 | 0.2 | 0.2 | 1.2 | 2.0 | 5.6  |
| 9  | Bill Wennington | 30   | 76 | 0  | 18.0 | 3.1 | 6.3  | .488 | 0.0 | 0.0 | .000 | 0.9 | 1.2 | .818 | 1.5 | 3.1 | 4.6  | 0.9 | 0.6 | 0.4 | 1.0 | 2.8 | 7.1  |
| 10 | Stacey King     | 27   | 31 | 15 | 17.3 | 2.2 | 5.5  | .398 | 0.0 | 0.1 | .000 | 1.2 | 1.7 | .679 | 1.6 | 2.6 | 4.3  | 1.3 | 0.6 | 0.4 | 1.4 | 2.1 | 5.5  |
| 11 | Scott Williams  | 25   | 38 | 11 | 16.8 | 3.0 | 6.2  | .483 | 0.0 | 0.1 | .200 | 1.6 | 2.6 | .612 | 1.8 | 2.9 | 4.8  | 1.0 | 0.4 | 0.6 | 1.2 | 2.9 | 7.6  |
| 12 | John Paxson     | 33   | 27 | 0  | 12.7 | 1.1 | 2.5  | .441 | 0.3 | 0.8 | .409 | 0.0 | 0.1 | .500 | 0.1 | 0.6 | 0.7  | 1.2 | 0.3 | 0.1 | 0.2 | 0.7 | 2.6  |
| 13 | Jo Jo English   | 23   | 36 | 0  | 11.6 | 1.6 | 3.6  | .434 | 0.2 | 0.5 | .471 | 0.3 | 0.6 | .476 | 0.3 | 1.0 | 1.3  | 1.1 | 0.2 | 0.3 | 1.0 | 1.7 | 3.6  |
| 14 | Corie Blount    | 25   | 67 | 8  | 10.3 | 1.1 | 2.6  | .437 | 0.0 | 0.0 |      | 0.7 | 1.1 | .613 | 1.1 | 1.8 | 2.9  | 0.8 | 0.3 | 0.5 | 0.8 | 1.4 | 3.0  |
| 15 | Will Perdue     | 28   | 43 | 6  | 9.2  | 1.1 | 2.6  | .420 | 0.0 | 0.0 | .000 | 0.5 | 0.7 | .719 | 0.9 | 2.0 | 2.9  | 0.8 | 0.2 | 0.3 | 1.0 | 1.4 | 2.7  |
| 16 | Dave Johnson    | 23   | 17 | 0  | 7.0  | 1.0 | 3.2  | .315 | 0.0 | 0.1 | .000 | 0.8 | 1.2 | .619 | 0.5 | 0.4 | 0.9  | 0.2 | 0.2 | 0.0 | 0.5 | 0.4 | 2.8  |

### Playoffs
| Rk | Jugador         | Edad | P  | PT | MP   | TC  | TCI  | %TC  | T3  | T3I | %T3   | TL  | TLI | %TL   | RO  | RD  | RT  | AS  | RB  | TAP | BP  | FP  | PTS  |
| -- | --------------- | ---- | -- | -- | ---- | --- | ---- | ---- | --- | --- | ----- | --- | --- | ----- | --- | --- | --- | --- | --- | --- | --- | --- | ---- |
| 1  | Horace Grant    | 28   | 10 | 10 | 39.3 | 6.5 | 12.0 | .542 | 0.1 | 0.1 | 1.000 | 3.1 | 4.2 | .738  | 3.0 | 4.4 | 7.4 | 2.6 | 1.0 | 1.8 | 1.0 | 2.3 | 16.2 |
| 2  | Scottie Pippen  | 28   | 10 | 10 | 38.4 | 8.5 | 19.6 | .434 | 1.2 | 4.5 | .267  | 4.6 | 5.2 | .885  | 1.7 | 6.6 | 8.3 | 4.6 | 2.4 | 0.7 | 3.7 | 3.3 | 22.8 |
| 3  | B.J. Armstrong  | 26   | 10 | 10 | 36.0 | 5.5 | 10.6 | .519 | 0.7 | 1.2 | .583  | 3.6 | 4.4 | .818  | 0.2 | 2.2 | 2.4 | 2.5 | 0.8 | 0.0 | 0.9 | 2.1 | 15.3 |
| 4  | Pete Myers      | 30   | 10 | 10 | 23.5 | 2.9 | 5.6  | .518 | 0.0 | 0.4 | .000  | 1.2 | 2.1 | .571  | 1.0 | 0.9 | 1.9 | 2.8 | 0.8 | 0.4 | 1.7 | 2.1 | 7.0  |
| 5  | Bill Cartwright | 36   | 9  | 8  | 21.0 | 1.6 | 4.8  | .326 | 0.0 | 0.0 |       | 1.4 | 1.8 | .813  | 2.1 | 2.8 | 4.9 | 1.2 | 0.3 | 0.2 | 0.7 | 2.9 | 4.6  |
| 6  | Toni Kukoč      | 25   | 10 | 0  | 19.4 | 3.0 | 6.7  | .448 | 0.8 | 1.9 | .421  | 2.5 | 3.4 | .735  | 1.1 | 2.9 | 4.0 | 3.6 | 0.5 | 0.3 | 1.7 | 1.5 | 9.3  |
| 7  | Steve Kerr      | 28   | 10 | 0  | 18.6 | 1.3 | 3.6  | .361 | 0.6 | 1.6 | .375  | 0.3 | 0.3 | 1.000 | 0.2 | 1.2 | 1.4 | 1.0 | 0.7 | 0.0 | 0.1 | 1.3 | 3.5  |
| 8  | Luc Longley     | 25   | 10 | 2  | 17.0 | 2.5 | 5.0  | .500 | 0.0 | 0.0 |       | 1.3 | 1.8 | .722  | 1.3 | 3.2 | 4.5 | 1.8 | 0.6 | 0.8 | 2.1 | 3.8 | 6.3  |
| 9  | Scott Williams  | 25   | 10 | 0  | 15.1 | 2.4 | 5.7  | .421 | 0.0 | 0.0 |       | 1.5 | 2.1 | .714  | 1.5 | 2.4 | 3.9 | 0.7 | 0.7 | 0.3 | 0.9 | 2.3 | 6.3  |
| 10 | Jo Jo English   | 23   | 7  | 0  | 8.3  | 0.7 | 1.7  | .417 | 0.1 | 0.6 | .250  | 0.4 | 0.9 | .500  | 0.1 | 0.3 | 0.4 | 0.3 | 0.1 | 0.1 | 0.1 | 0.6 | 2.0  |
| 11 | Bill Wennington | 30   | 7  | 0  | 6.7  | 0.4 | 0.9  | .500 | 0.0 | 0.0 |       | 0.3 | 0.4 | .667  | 0.6 | 0.4 | 1.0 | 0.6 | 0.0 | 0.1 | 0.1 | 2.0 | 1.1  |
| 12 | John Paxson     | 33   | 9  | 0  | 6.4  | 0.3 | 0.8  | .429 | 0.0 | 0.1 | .000  | 0.0 | 0.0 |       | 0.0 | 0.1 | 0.1 | 0.6 | 0.2 | 0.0 | 0.0 | 0.7 | 0.7  |

## Galardones y récords
| Jugador        | Galardón                                                                                             |
| Scottie Pippen | MVP del All-Star Game de la NBA Mejor quinteto de la NBA Mejor quinteto defensivo de la NBA All-Star |
| Horace Grant   | 2.º Mejor quinteto defensivo de la NBA All-Star                                                      |
| Toni Kukoč     | 2.º Mejor quinteto de rookies de la NBA                                                              |
| B.J. Armstrong | All-Star                                                                                             |